# Kanton Wœrth
Kanton Wœrth (fr. Canton de Wœrth) byl francouzský kanton v departementu Bas-Rhin v regionu Alsasko. Tvořilo ho 17 obcí. Zrušen byl po reformě kantonů 2014.

## Obce kantonu
- Biblisheim
- Dieffenbach-lès-Wœrth
- Durrenbach
- Eschbach
- Forstheim
- Frœschwiller
- Gœrsdorf
- Gunstett
- Hegeney
- Lampertsloch
- Langensoultzbach
- Laubach
- Morsbronn-les-Bains
- Oberdorf-Spachbach
- Preuschdorf
- Walbourg
- Wœrth